# Ein Hoch der Liebe
«Ein Hoch der Liebe» (Traducción en español: "Un brindis por el amor") fue la canción alemana en el Festival de la Canción de Eurovisión de 1968, interpretada en alemán por Wencke Myhre.
La canción fue interpretada decimosexta en la noche (después de Massiel de España con "La La La" y antes de Dubrovački Trubaduri de Yugoslavia con "Jedan Dan"). Al cierre de la votación obtuvo 11 puntos, ubicándose en 6º lugar de 17.
La canción es una celebración del amor mismo, con Myhre cantando que él "mantiene al mundo tan joven" y es una experiencia generalmente disfrutable.
Fue seguida como representante alemana en el festival del 69 por Siw Malmkvist con "Primaballerina".
- Datos: Q5194900